# Sofa
"Sofa" é uma canção do músico e compositor estadunidense Frank Zappa. Existem duas versões da mesma música, "Sofa #1" e "Sofa #2", lançadas juntamente com o álbum One Size Fits All, de 1975.
"Sofa #1" é instrumental, e "Sofa #2" é cantada. A versão instrumental já foi "cover" de inúmeras bandas ao longo do tempo. Já a segunda cantada parcialmente em inglês, e parcialmente em alemão.
Em 1994, Steve Vai ganhou seu primeiro Prêmio Grammy com uma versão cover de "Sofa #1", que ele intitulou de "Sofa".

## Álbuns em que foi gravada

### Frank Zappa
| Ano  | Álbum                                      | Notas |
| ---- | ------------------------------------------ | ----- |
| 1975 | One Size Fits All                          |       |
| 1978 | Zappa in New York                          |       |
| 1983 | Zappa '82 Encores                          |       |
| 1991 | The Best Band You Never Heard in Your Life |       |

## Prêmios e indicações
| Ano  | Música                              | Álbum                                               | Indicação                          | Resultado | Observação | Ref.  |
| ---- | ----------------------------------- | --------------------------------------------------- | ---------------------------------- | --------- | ---------- | ----- |
| 1994 | "'Sofa'" - Performada por Steve Vai | Zappa's Universe / Mystery Tracks - Archives Vol. 3 | Best Rock Instrumental Performance | Venceu    |            | [ 4 ] |